# جويل دوغلاس هابارد
جويل دوغلاس هابارد هو محامي وسياسي أمريكي، ولد في 6 نوفمبر 1860 في مارشال في الولايات المتحدة، وتوفي في 26 مايو 1919 في تامبا في الولايات المتحدة. نشط حزبياً في الحزب الجمهوري. وقد انتخب عضو مجلس النواب الأمريكي ‏.